# Siaka Tiéné
Siaka Tiéné (Abidjan, 22 febbraio 1982) è un ex calciatore ivoriano, di ruolo difensore.

## Carriera

### Club
Cresciuto nell’ASEC Mimosas, club ivoriano noto per il suo vivaio, esordisce in prima squadra nel 1999 e vi resta fino al 2003. Successivamente si trasferisce in Sudafrica ai Mamelodi Sundowns, dove gioca 46 partite e segna 14 reti in due stagioni.
Nel 2005 si trasferisce in Francia, al Saint-Étienne. Dopo una stagione con poche presenze, viene ceduto in prestito allo Stade de Reims per la stagione 2006-2007, dove disputa 18 partite segnando 3 gol. Tornato al Saint-Étienne, gioca un’ulteriore stagione, totalizzando 19 presenze.
Nel 2008 firma per il Valenciennes FC, dove si impone come titolare e colleziona 57 presenze e 2 reti in due stagioni. Le sue prestazioni gli valgono il passaggio al Paris Saint-Germain nel 2010, dove rimane fino al 2013, vincendo la Ligue 1 nella stagione 2012-2013.
Chiude la carriera al Montpellier HSC tra il 2013 e il 2015, con 41 presenze e 5 reti.

### Nazionale
Con la nazionale ivoriana disputa 101 partite tra il 2000 e il 2015, segnando 2 reti. Partecipa a diverse edizioni della Coppa d'Africa, ottenendo due secondi posti (nel 2006 in Egitto e nel 2012 in Gabon e Guinea Equatoriale) e la vittoria nell'edizione 2015 sempre in Guinea Equatoriale.
Ha preso parte anche a competizioni internazionali maggiori, come la Coppa del Mondo FIFA 2006 e la Coppa del Mondo FIFA 2010.

## Palmarès

### Club

#### Competizioni nazionali
- Campionato francese: 1

Paris Saint-Germain: 2012-2013

#### Competizioni internazionali
- Supercoppa CAF

ASEC Abidjan: 1999

### Nazionale
- Coppa d'Africa: 1

Guinea Equatoriale 2015